# Douglas Murray (dziennikarz)
Douglas Murray (ur. 16 lipca 1979 w Hammersmith) – brytyjski dziennikarz, pisarz i komentator polityczny.

## Życiorys
Urodził się w Londynie. Założyciel Centre for Social Cohesion, wicedyrektor Henry Jackson Society, zastępca redaktora naczelnego konserwatywnego tygodnika „The Spectator”, autor tekstów publikowanych m.in. w „The Sunday Times” i „The Wall Street Journal”.
Jest autorem głośnych książek „Bloody Sunday: Truths, Lies and the Saville Inquiry”, „Islamophilia: a Very Metropolitan Malady” oraz „The Strange Death of Europe: Immigration, Identity, Islam” (tytuł polski „Przedziwna śmierć Europy. Imigracja, tożsamość, islam”), przedstawiającej analizę przyczyn współczesnej autodestrukcji kontynentu europejskiego.